# Saving Face
Saving Face (bra: Livrando a Cara) é um filme de 2004 realizado por Alice Wu, que retrata a sociedade chinesa na América, abordando temas como a homossexualidade e o amor entre diferentes gerações.

## Elenco
- Lynn Chen — Vivian Shing
- Michelle Krusiec — Wilhelmina Pang
- Joan Chen — "Ma" - Hwei-lang Gao (mãe)
- Jin Wang — Wai Gung (avô)
- Guang Lan Koh — Wai Po (avó)
- Jessica Hecht — Randi
- Ato Essandoh — Jay
- Wang Luoyong — Dr. Shing
- David Shih — Norman
- Brian Yang — Pequeno Yu
- Nathaniel Geng — Stimson Cho
- Mao Zhao — Velho Yu

## Prémios
Saving Face foi nomeado para o Breakthrough Director Award nos Gotham Awards de 2005, o Viewer's Choice Award e Best Actress Award por Michelle Krusiec nos Golden Horse Film Festival, de 2005 e para o prémio GLAAD Media Award for Outstanding Film in Limited Release nos GLAAD Media Awards, de 2006. Venceu o Viewer's Choice Award no Golden Horse Film Festival, em 2005.